# Турково (Сафоновський район)
Турково (рос. Турково) — присілок Сафоновського району Смоленської області Росії. Входить до складу Казулінського сільського поселення.
Населення — 0 осіб (2007 рік). 